# National Building Museum
Le National Building Museum est un musée d'architecture situé à Washington, aux États-Unis.
Le bâtiment est en lui-même inscrit au Registre national des lieux historiques depuis 1969.

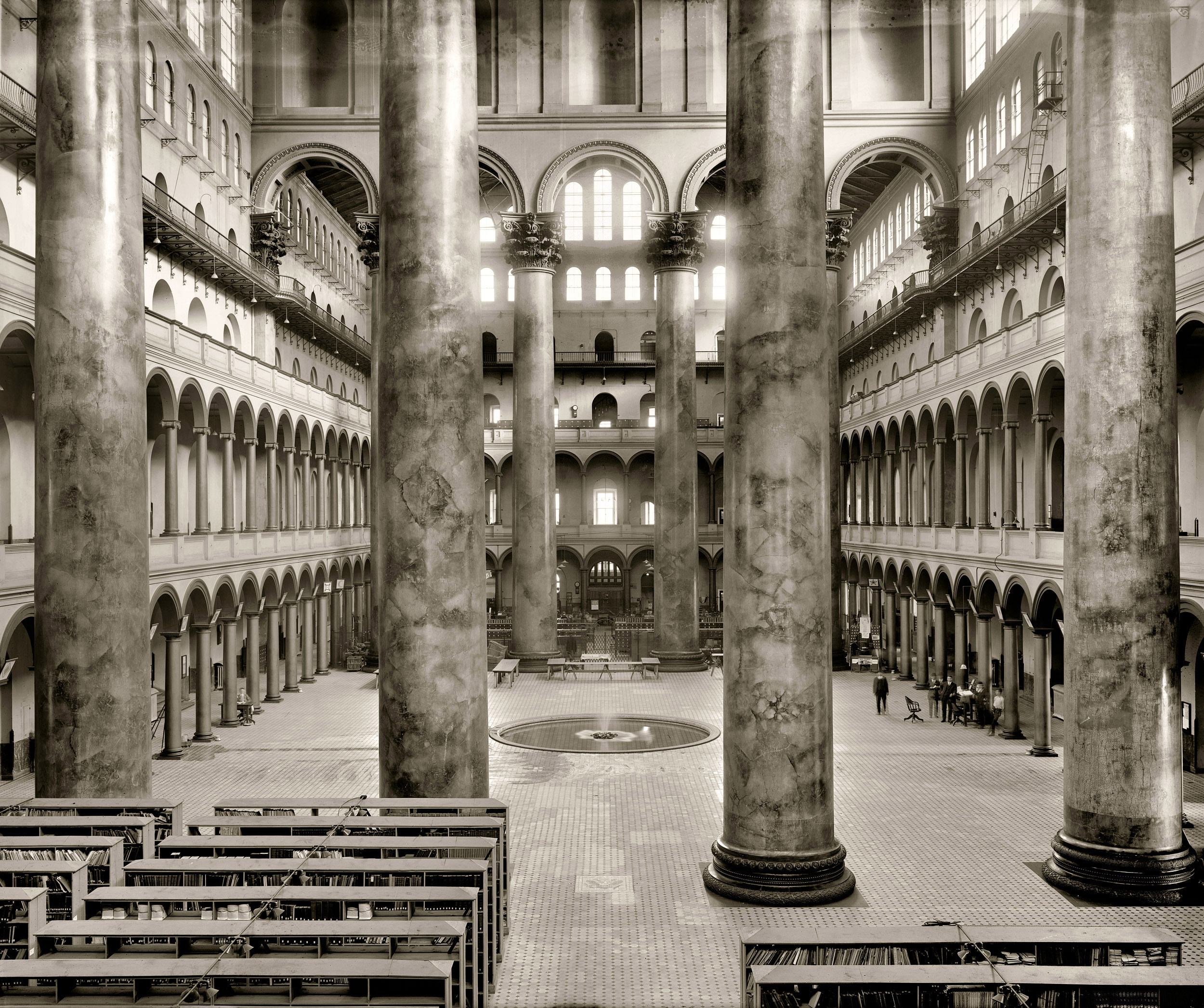
Intérieur du musée vers 1918.